# 유야온센역
유야온센역(일본어: 湯谷温泉駅)은 일본 아이치현 신시로시에 위치한 도카이 여객철도 이다선의 철도역이다. 단선 승강장 1면 1선의 구조를 갖춘 지상역이다.

## 역 주변
- 유야온센
- 국도 제151호선

## 역사
- 1923년 2월 1일 : 호라이지 철도의 '유야 정류장'으로서 개업.
- 1943년 8월 1일 : 국유화, 국철 이다선의 역으로 된다. 동시에 '유야 역'으로 변경.
- 1971년 12월 1일 : 하물의 취급을 폐지.
- 1985년 4월 1일 : 무인역화.
- 1987년 4월 1일 : 일본국유철도 분할 민영화에 의해, 도카이 여객철도가 승계.
- 1991년 12월 14일 : '유야온센 역'으로 개칭.
- 1994년 3월 1일 : 역원의 배치를 재개.
- 2011년 4월 1일 : 도카이 교통 사업으로부터 소재 자치 단체인 신시로 시에 위탁 승계.

## 인접 역
| 도카이 여객철도 이다선   | 도카이 여객철도 이다선 | 도카이 여객철도 이다선     |
| ------------------------ | ---------------------- | -------------------------- |
| 미카와오노 도요하시 방면 | ■ 이다선               | 미카와마키하라 다쓰노 방면 |